# Oxetan
Oxetanul (denumit și 1,3-propilenoxid) este un compus heterociclic tetraciclic cu oxigen cu formula chimică C3H6O. Este omologul superior al oxiranului și analogul saturat al oxetei.

## Obținere
O metodă obișnuită de obținere a oxetanului este în urma reacției dintre acetatul de 3-cloropropil și hidroxidul de potasiu la 150 °C:
O altă metodă este reacția Paternò-Büchi (reacția dintre benzaldehidă și 2-metil-2-butenă).